# Populus trichocarpa
Populus trichocarpa là một loài thực vật có hoa trong họ Liễu. Loài này được Torr. & A. Gray miêu tả khoa học đầu tiên năm 1852.

## Hình ảnh

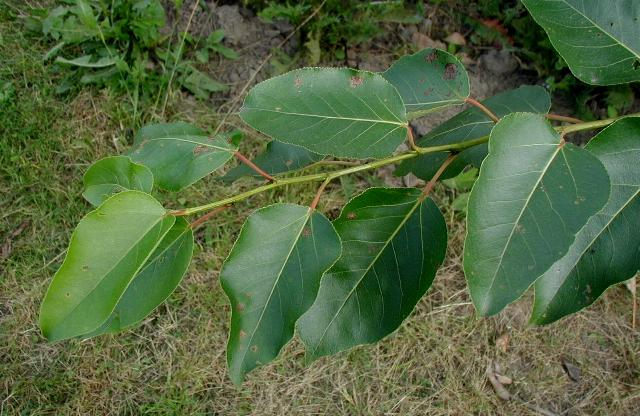
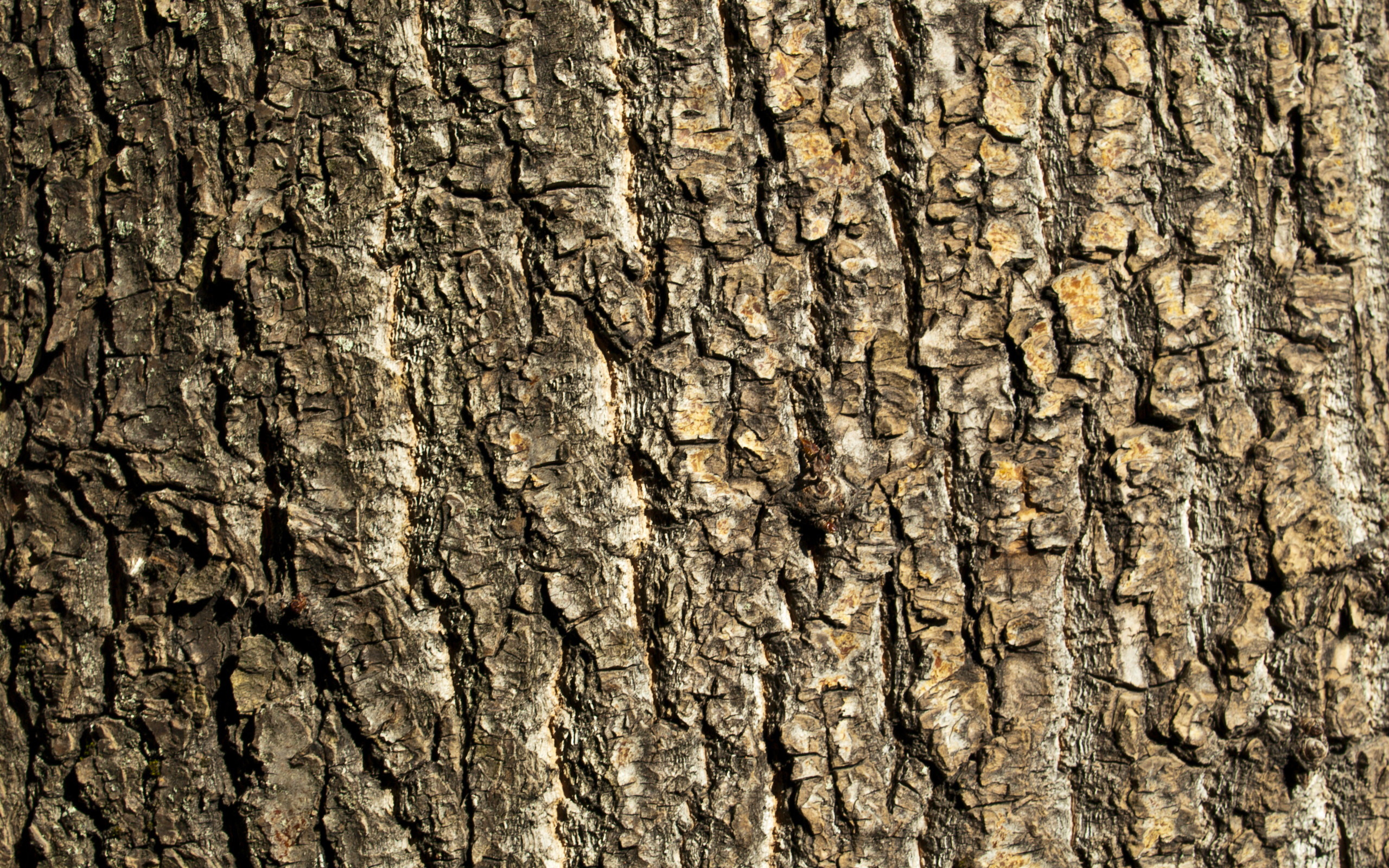
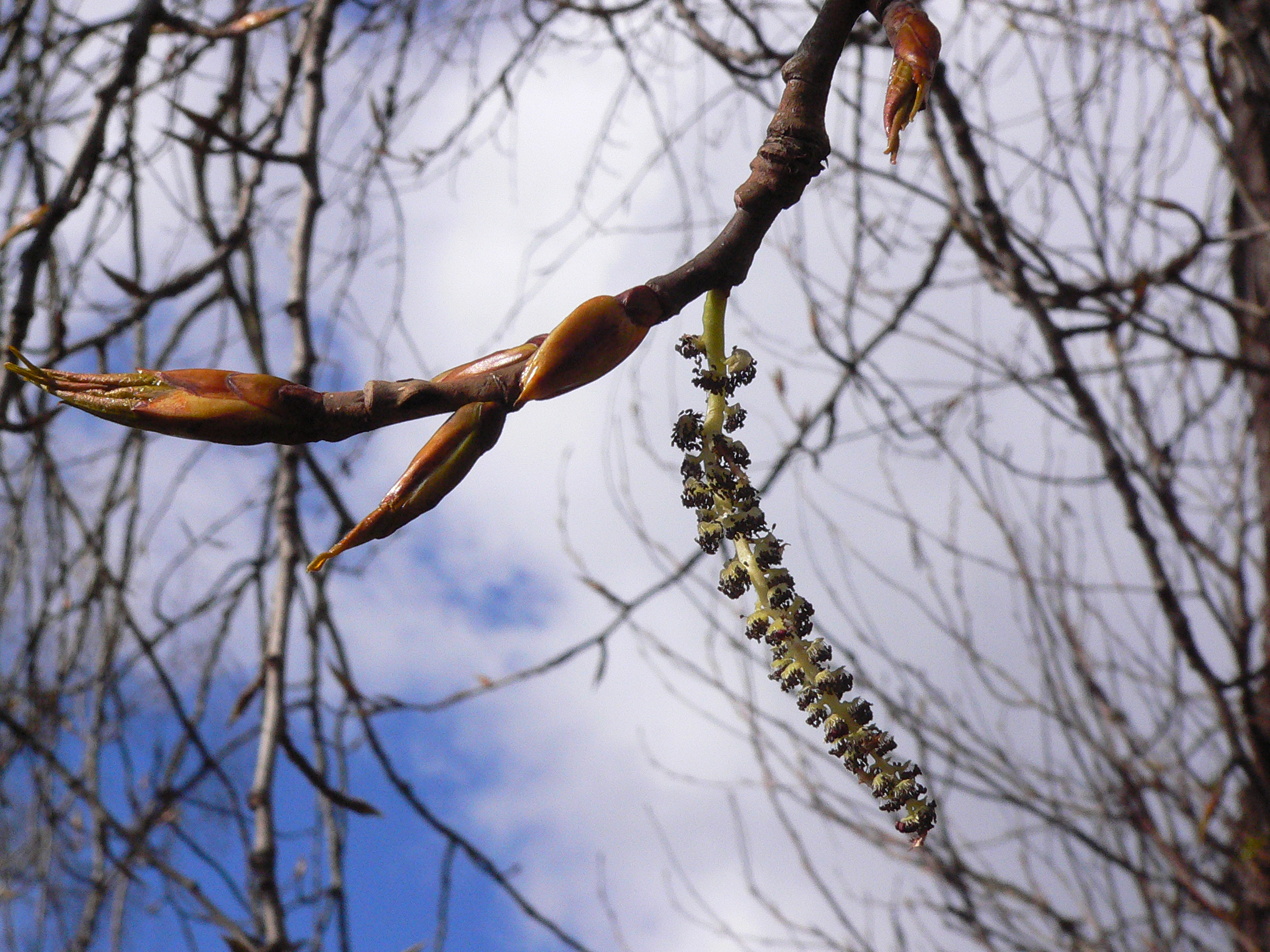
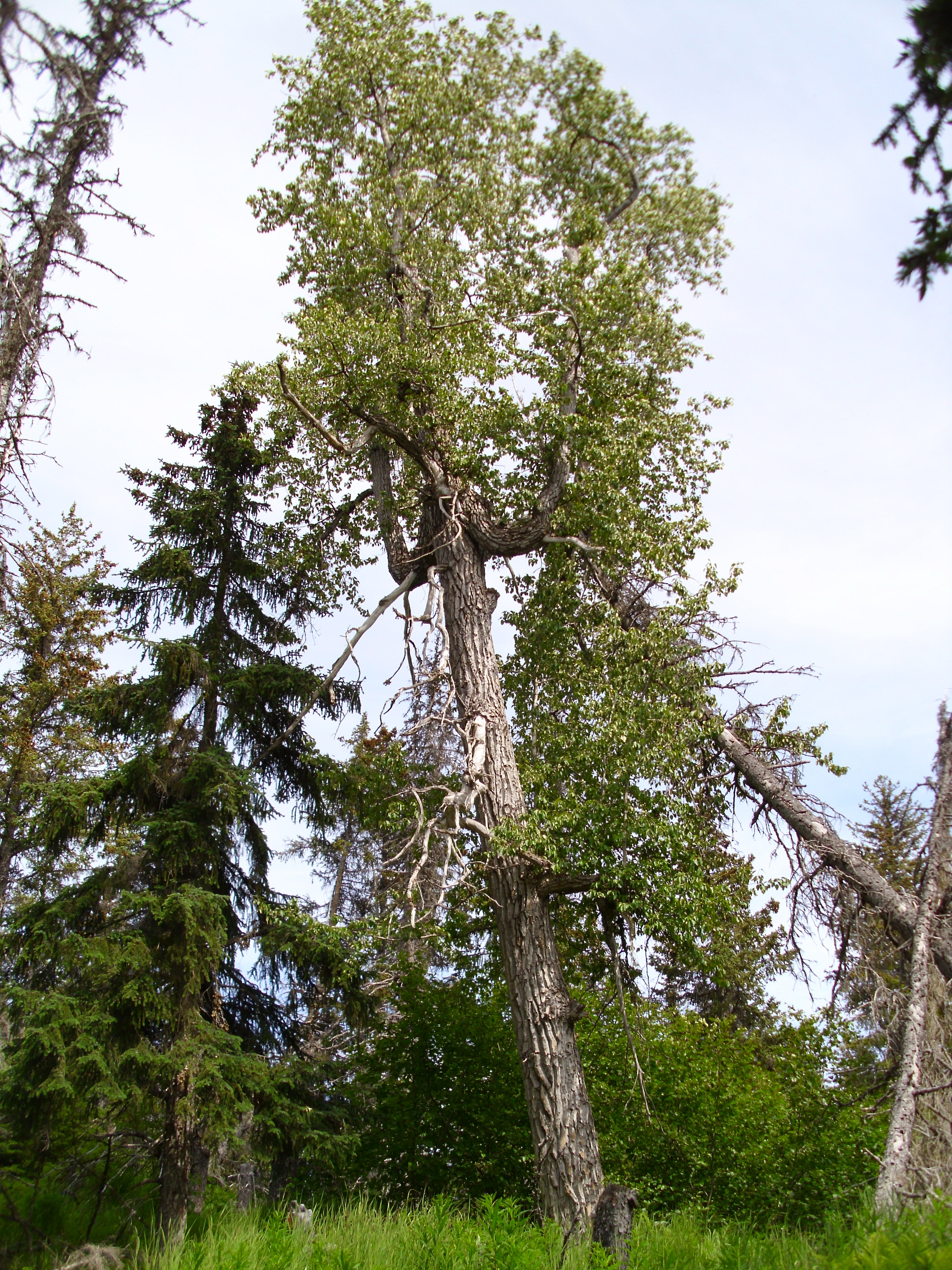